# Белоус, Владимир Александрович
Влади́мир Алекса́ндрович Белоу́с (род. 1 октября 1952) — российский дипломат. Чрезвычайный и полномочный посол (2018).

## Биография
Окончил МГИМО МИД СССР (1981). На дипломатической работе с 1981 года. Владеет английским и хауса языками.
- В 1997—2002 годах — советник Посольства России в Южно-Африканской Республике.
- С апреля 2003 по апрель 2006 года — начальник отдела Генерального секретариата (Департамента) МИД России.
- С апреля 2006 по октябрь 2011 года — генеральный консул России в Кейптауне (ЮАР).
- С октября 2011 по август 2013 года — заместитель директора Департамента информационного обеспечения МИД России.
- С 27 августа 2013 по 15 января 2020 года — чрезвычайный и полномочный посол Российской Федерации на Сейшельских Островах[1][2].

## Дипломатический ранг
- Чрезвычайный и полномочный посланник 2 класса (17 июня 2008)[3].
- Чрезвычайный и полномочный посланник 1 класса (16 декабря 2014)[4].
- Чрезвычайный и полномочный посол (28 декабря 2018)[5].